# Didier Van Cauwelaert
Didier Van Cauwelaert, född 29 juli 1960 i Nice i Frankrike, är en fransk romanförfattare, dramatiker och manusförfattare från en familj med rötter i Belgien.
Han hade tidigt litterära ambitioner: han skrev en thriller när han åtta år, och var säker på att han skulle publiceras. Det tog några år innan han fick motta Goncourtpriset för Un aller simple 1994, men redan 1982 hyllades hans romaner av kritikerna och han fick en del andra litteraturpriser.
Han är beundrare av Marcel Ayme och Romain Gary, och upphovsman till verk som berör rikligt bred publik. Hans arbete präglas delvis av människor med identitetsproblem, som misslyckas med att ta sin position i samhället, ibland på grund av bristande föräldraskap.
Hans böcker finns idag översatta till över tjugo språk. Un aller simple (Enkel biljett) finns på svenska i översättning av Mats Löfgren.
Didier Van Cauwelaert har även arbetat med film som författare och har regisserat två filmer.
I mars 2009 var han kandidat till Franska akademien, men det blev François Weyergans som valdes.